# SC 텔스타
스포츠 클럽 텔스타(Sportclub Telstar)는 1963년 7월 17일에 창단된 네덜란드 펠선의 축구 클럽으로, 현재 네덜란드 1부 리그인 에레디비시에서 활동하고 있다.

## 성적
- KNVB 컵 우승 1회 (1938), 준우승 1회 (1917)
- 에이르스터 디비시 우승 1회 (1963)

## 선수 명단

### 현역
참고: FIFA 자격 규정에 따라 소속된 국가대표팀 국기를 표시합니다. 선수는 복수의 FIFA 비회원국 국적을 가지고 있을 수 있습니다.
| 번호 | 포지션 | 국적   | 이름            |
| ---- | ------ | ------ | --------------- |
| 11   | DF     | 퀴라소 | 타이레스 노슬린 |

| 번호 | 포지션 | 국적   | 이름        |
| ---- | ------ | ------ | ----------- |
| 28   | GK     | 퀴라소 | 타이릭 보닥 |

## 역대 감독
| 감독            | 임기        |
| --------------- | ----------- |
| 안드리스 용커르 | 2019 ~ 2022 |
| 안소니 코레이아 | 2024 ~      |